# Suvannonlahti
Suvannonlahti är en sjö i Finland. Den ligger i kommunen Pihtipudas i landskapet Mellersta Finland, i den centrala delen av landet, 400 km norr om huvudstaden Helsingfors. Suvannonlahti ligger 111,6 meter över havet. Den är 3 meter djup. Arean är 51,3 hektar och strandlinjen är 4,6 kilometer lång. Sjön  ingår i Kymmene älvs huvudavrinningsområde. 